# Muwattalli I.
Muwattalli I. († um 1420 v. Chr.) war ein hethitischer Großkönig.
Muwattalli war vermutlich GAL MEŠEDI, ein Amt, welches oft der künftige Thronfolger innehatte und das mit militärischen Funktionen verbunden war. Er war ein enger Vertrauter des Großkönigs Ḫuzziya II., ermordete diesen und wurde selbst König. Ob er Angehöriger der Herrscherfamilie war, ist unbekannt.
Muwattalli berief Kantuzzili und Ḫimuili, möglicherweise Söhne Ḫuzziyas, in hohe Beamtenstellen. Er stellte einige Landschenkungsurkunden aus und musste sehen, wie sein Land mit den Kaškäern Krieg führte. Angestachelt von Ḫuzziyas Witwe töteten Kantuzzili und Ḫimuili den Großkönig und setzten ihren Bruder Tudḫaliya auf den Thron, der möglicherweise auch ein Enkel oder Schwiegersohn Ḫuzziyas war. Seine Existenz wird außerdem durch die Auffindung seines Siegels in Ḫattuša bezeugt.